# Flash de studio

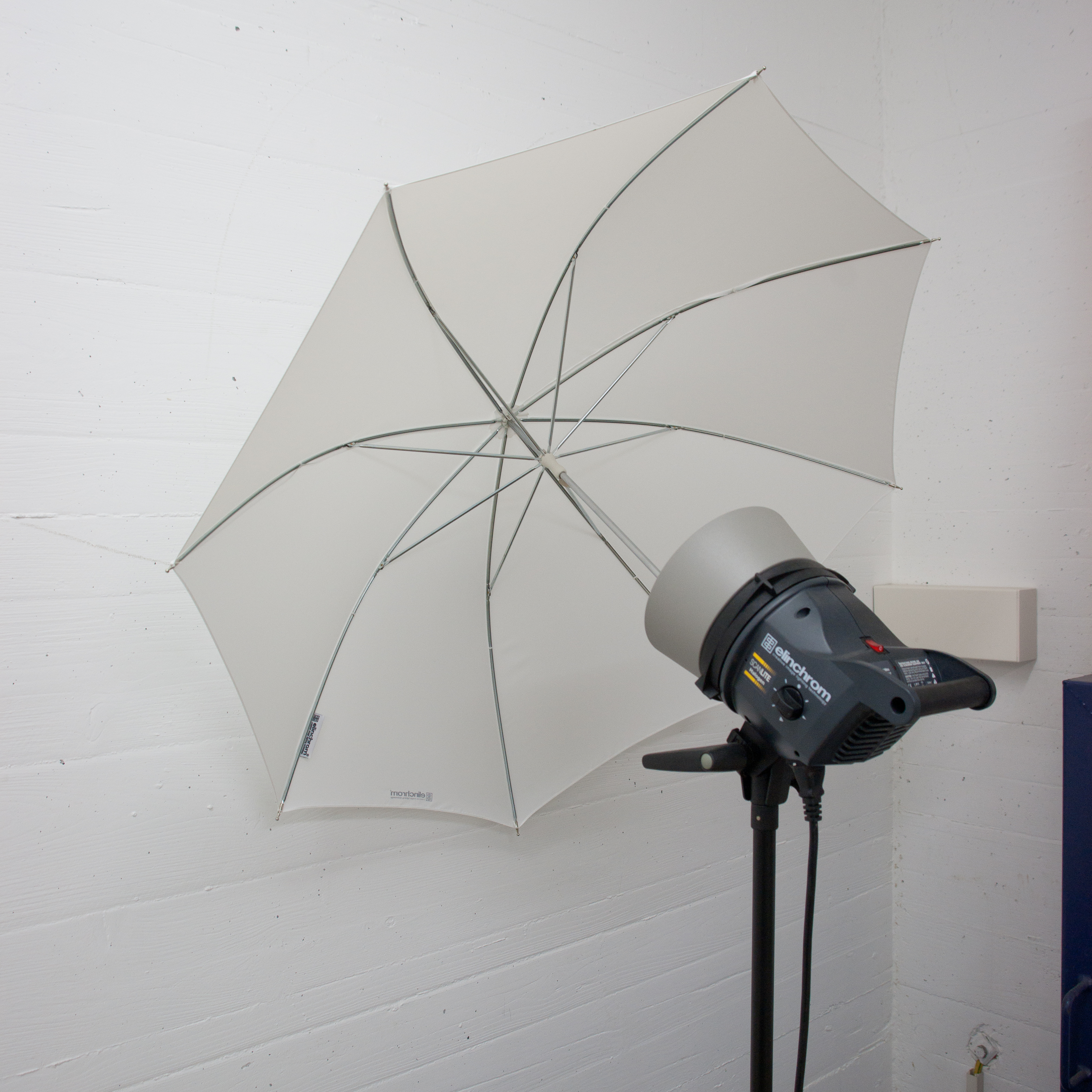
Un flash de studio, utilisé avec un parapluie.

Un flash de studio est un flash électronique de forte puissance. Il est composé d'un générateur et d'une torche le plus souvent montée sur pied et, comme les autres sources d'éclairage artificiel, peut être utilisé avec un parapluie, une boîte à lumière, ou un modeleur de lumière. Il nécessite l'emploi d'un flashmètre pour déterminer le réglage de puissance approprié et l'ouverture de l'objectif.
Un générateur peut généralement alimenter plusieurs torches et plusieurs générateurs peuvent être synchronisés pour construire des éclairages sophistiqués.
Plusieurs fabricants en proposent, entre autres, AlienBees, Bowens, Broncolor, Chimera, Elinchrom, Hensel (sous la marque Expert), Multiblitz, Profoto, etc.

## Énergie d'éclair
L'énergie d'éclair d'un flash s'exprime en joules.
1J = 1W.s (1 watt pendant 1 seconde)
Les flashes d'entrée de gamme (150-200 J) n'ont pas suffisamment d'énergie pour certaines applications, mais peuvent suffire pour éclairer un portrait ou une petite nature morte. 
À l'inverse, les générateurs de grande énergie (1 000 J et plus) peuvent être réglés pour délivrer un éclair de faible énergie.

## Synchronisation
Pour déclencher le flash lors de la prise de vue, il existe plusieurs solutions de synchronisation. 

### Le câble synchro

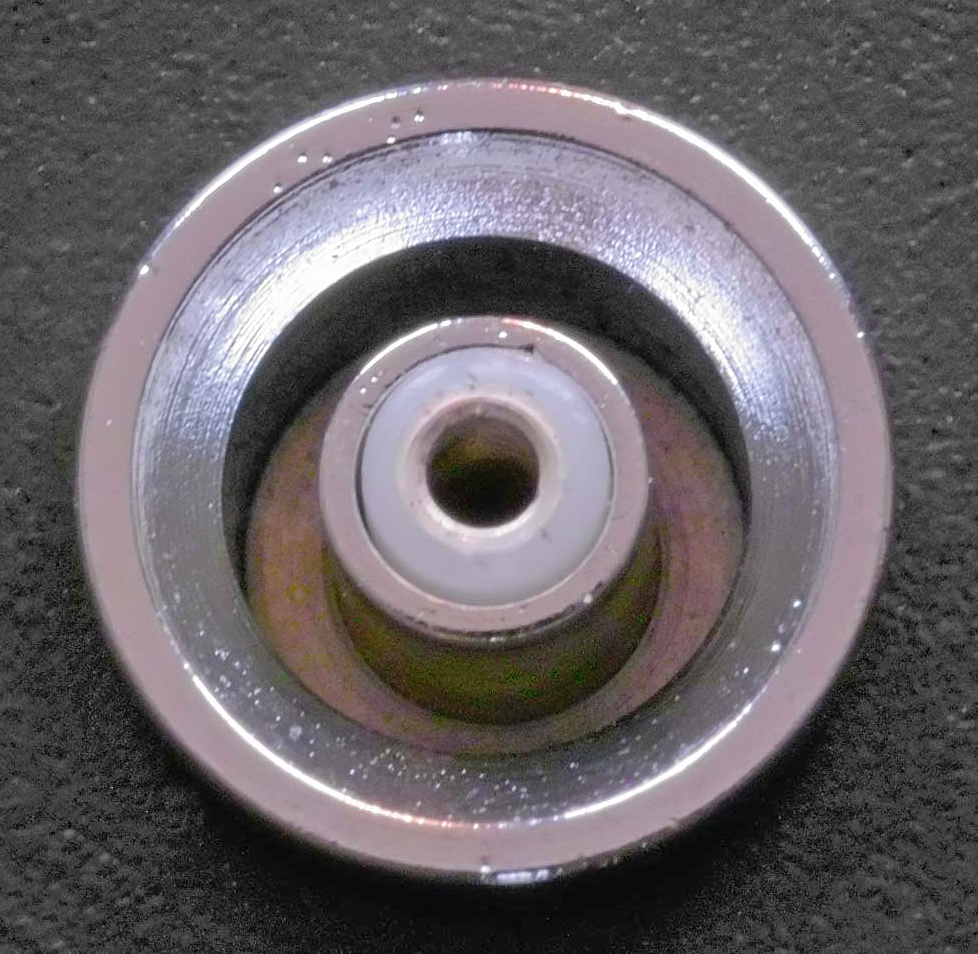
Prise synchro : PC.

L'utilisation d'un câble synchro impose que l'appareil soit pourvu d'une prise synchro. La plus connue des prises synchro est la prise « PC » qui se trouvait autrefois sur tous les appareils photo reflex et le matériel professionnel. On la retrouve aujourd’hui sur le matériel numérique professionnel, par exemple sur les Nikon D200 ou D300. Le câble synchro comprend généralement une fiche différente à chaque extrémité : une fiche PC pour connecter l’appareil photo et une fiche jack pour le générateur du flash.
Le câble synchro est une solution simple et standard qui fonctionne avec tous les flashes. Cela permet aussi de déclencher des flashes masqués par des éléments de décor. Le principal inconvénient réside dans la présence même d'un câble jusqu’au flash ; cette solution peut être gênante si l’on déplace souvent les sources d’éclairage ou si l’on se prend les pieds dans le fil.

### Signal sans fil

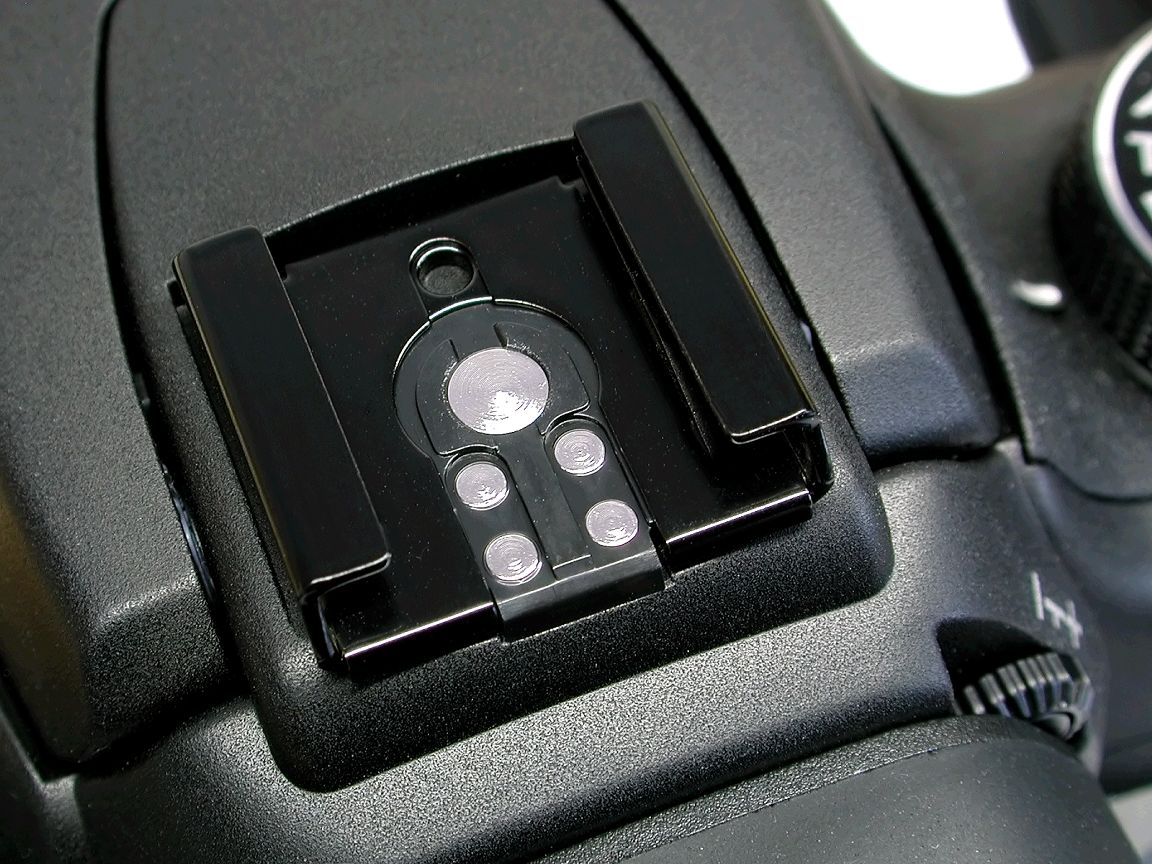
La griffe flash standard d'un boîtier.

Certaines marques de flash proposent en option un émetteur infrarouge qui se connecte sur le sabot flash de l'appareil photo. Les flashes qui ont un récepteur infrarouge se déclenchent lors de la réception du signal. Le plus souvent l’émetteur et les flashes doivent être de la même marque pour être compatibles.
On trouve également des émetteurs/récepteurs radio, fonctionnant selon le même principe. Un module émetteur est placé sur le sabot de l'appareil photo et un module récepteur déclenche le flash au signal de l'émetteur. La portée d'un tel système est plus grande (quelques dizaines de mètres).
La plupart des flashes de studio proposent un déclenchement par cellule photoélectrique. Dès que le premier flash émet un éclair, les autres flashes se déclenchent instantanément. De ce fait, un flash intégré à l'appareil peut également être utilisé pour déclencher les autres flashes, celui-ci doit être réglé suffisamment faible pour ne pas interférer avec la lumière désirée, et suffisamment fort pour déclencher les flashes.

## Lampe pilote
Les vrais flashes de studio disposent d'une « lampe pilote », cette lampe sert à donner un aperçu de la lumière que va produire le flash. Selon le flash, la puissance de la lampe pilote, généralement une ampoule halogène, peut varier de 60 à 650 watts.
Sur certains modèles, la lampe est dite proportionnelle, son intensité lumineuse varie en fonction du réglage de la puissance du flash. Cette fonctionnalité trouve tout son intérêt lorsque l'on utilise plusieurs flashes. Elle sert également d'assistant AF, la lumière produite permet un meilleur fonctionnement de l'Autofocus.
Les lampes pilotes produisent de la chaleur. Pour une utilisation prolongée, il faut utiliser des flashes ventilés.

## Réflecteurs et diffuseurs
Sur un flash de studio, on peut monter plusieurs types d'accessoires :

### Les bols réflecteurs
Il en existe de toutes sortes, de diamètre différents, avec des capacités de réflexion différentes.

### Les parapluies
Les parapluies permettent de diffuser la source de lumière, il en existe de plusieurs tailles.
On trouve plusieurs surfaces réfléchissantes ; blanc, argent ou or, et des versions translucides utilisées comme diffuseurs.
Les avantages principaux des parapluies sont la rapidité de montage/démontage et la facilité de transport et de rangement pour un rendu comparable à une boîte à lumière.

### Les boites à lumière ouLightbox
Il existe trois types de boites à lumière (Lightbox) : carrée, rectangulaire et octogonale. Chacune d’elles a une utilité différente. Les carrées sont plus indiquées pour les portraits et natures mortes. Les boites rectangulaires sont utiles par exemple pour avoir une source de lumière constante de la tête aux pieds d’une personne. Les octogonales reproduisent l'effet des parapluies.
Le principal avantage des boites à lumière c’est qu'elles permettent d’obtenir des ombres très douces voir inexistantes. Une boite à lumière peut accueillir de nombreux accessoires tels que des nids d’abeille ou des masques.

### Snoot
Un snoot, terme anglais qui signifie « nez », est une sorte de cône qui concentre le flux de lumière pour éclairer un point bien précis.

## Galerie

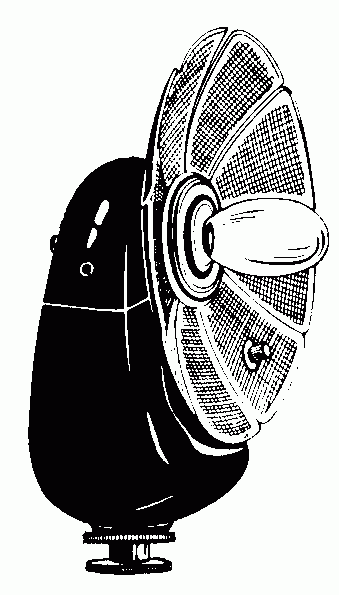
Une ampoule-flash Voltaflash
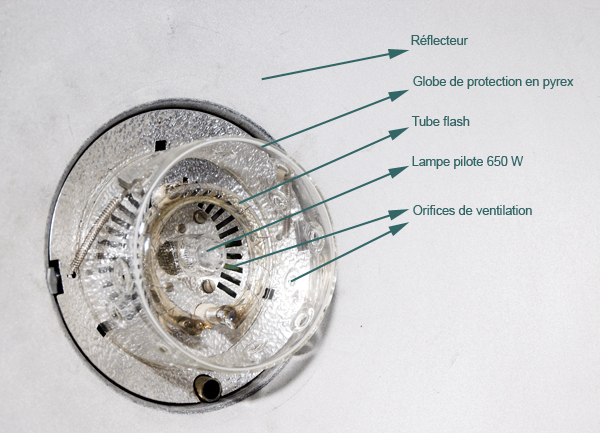
Flash de studio, vue avant.
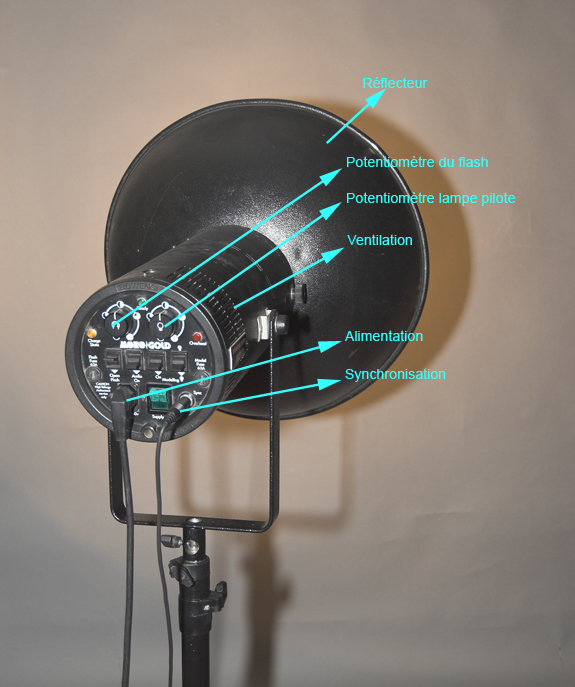
Flash de studio, vue arrière.
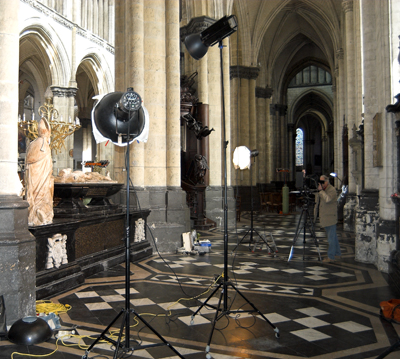
Prise de vue au moyen de trois flashes dans la cathédrale de Saint-Omer.

## Autres éclairages de studio
Il existe d'autres types d'éclairages que les flashes pour le studio. Ces solutions sont nommées « éclairage continu » et sont similaires à l'éclairage utilisé en cinéma ou vidéo. L'éclairage continu permet une meilleure visualisation de la lumière, mais son principal inconvénient est la chaleur dégagée. Cependant l'éclairage en continu peut être aussi utilisé pour les photographies de studio.